# Team 7 Eleven Presented by Road Bike Philippines/2013
Deze pagina geeft een overzicht van de wielerploeg Team 7 Eleven Presented by Road Bike Philippines in 2013.

## Renners
| Naam                              | Geboortedatum     | Nationaliteit | Ploeg 2012 |
| --------------------------------- | ----------------- | ------------- | ---------- |
| Jerry Aquino                      | 2 juli 1992       | Filipijnen    | Neo        |
| Mark Bordeos (vanaf 01/07)        | 8 januari 1995    | Filipijnen    | Neo        |
| John Mark Camingao                | 1 september 1993  | Filipijnen    | Neo        |
| Ryan Cayubit (vanaf 01/07)        | 7 juni 1991       | Filipijnen    | Neo        |
| Marcelo Felipe (vanaf 16/08)      | 10 februari 1990  | Filipijnen    | Neo        |
| Mark Galedo                       | 11 september 1985 | Filipijnen    | Neo        |
| Ronnel Hualda (tot 30/06)         | 26 juli 1982      | Filipijnen    | Neo        |
| Nelson Martin (vanaf 16/08)       | 2 januari 1988    | Filipijnen    | Neo        |
| Jan Paul Morales (tot 15/08)      | 28 januari 1986   | Filipijnen    | Neo        |
| Jonipher Ravina                   | 22 juni 1981      | Filipijnen    | Neo        |
| Lloyd Lucien Reynante (tot 15/08) | 20 september 1978 | Filipijnen    | Geen       |
| Harvey Sicam                      | 13 maart 1986     | Filipijnen    | Neo        |
| Ryan Tugawin                      | 28 december 1989  | Filipijnen    | Neo        |

## Kalender (profwedstrijden)
| Wedstrijd                | Datum              | Categorie |
| ------------------------ | ------------------ | --------- |
| Ronde van het Taihu-meer | 2-10 november 2013 | 2.1       |

## Overwinningen
geen
2013 · 2014 · 2015 · 2016